# Troonfeest
Het troonfeest (Eid Al-Ârch) is een nationale feestdag in Marokko die op 30 juli gehouden wordt ter gelegenheid van het bestijgen van de troon van Mohammed VI op 30 juli 1999.

## Geschiedenis
Het troonfeest is een jaarlijkse feestdag, en werd ingesteld door Mohammed V. De eerste troondag werd gevierd op 18 november 1933. Nadat zijn opvolger, Hassan II (1961-1999), de troon besteeg werd het troonfeest op 3 maart gevierd. Mohammed VI werd koning van Marokko op 23 juli 1999, enkele uren na het overlijden van zijn vader. De ceremonie waarin hij tot koning werd gekroond vond een week later plaats, op 30 juli, in Rabat.